# Курнін Георгій Іванович
Георгій Іванович Курнин (1915 Ташкент — 14 квітня 1988 Сочі) — художник-фантаст, мистецтвознавець. Автор понад 30 монументальних живописних полотен із пейзажами інших планет.

## Біографія
Народився в 1915 році в Ташкенті. Закінчив Ташкентське художнє училище, мистецтвознавчий факультет Середньоазіатського державного університету. Автор ряду пейзажів, присвячених Середній Азії. Володів унікальною зоровою пам'яттю, тому ніколи не писав з натури. У 1949 році переїхав до Сочі, де прожив до кінця своїх днів. Читав лекції на мистецтвознавчі теми для сочинських художників. У 1970-х роках з творчістю Курнина познайомився космонавт Віталій Іванович Севастьянов, який надалі доклав багато зусиль для популяризації творчості неординарного художника.
Репродукції картин Курнина публікувалися в журналах та альманахах: «Техника – молодежи», «Смена», «Огонёк», «Радянський Союз», «Уральский следопыт», «Фантастика» — 1973—1976 рр.
Картини Курнина експонувалися: на міжнародному конгресі астронавтів у Баку, в Московському будинку вчених, на ВДНГ, в Угорщині, Чехословаччині, Польщі (1973—1974 рр..)
Помер 14 квітня 1988 року в Сочі. Похований на Старій частині Центрального Успенського кладовища в Сочі.
Про Курніна за три дні до його смерті був знятий телевізійний фільм, показаний посмертно по московському телебаченню.

## Картини
- «Вибух наднової зірки»
- «Планета з трьома місяцями»
- «Планета з п'ятьма місяцями»
- «Народження планети в системі двох сонць» (2 варіанти)
- «Захід зеленого Сонця»
- «Захід Сонця на планеті Венера»
- «Пейзаж Місяця, освітлений Землею»
- «Планета трьох Сонць (перший контакт)»
- «Планета системи трьох сонць»
- «Пейзаж Марса в районі полярної шапки»
- «Планета великого червоного Сонця»
- «Планета Блакитного Сонця (5 варіантів)»
- «Планета Смарагдово-Зеленого Сонця» та інші.

## Місце знаходження картин
Всі роботи Курнина зберігаються в Музеї історії міста-курорту Сочі. Всі вони потребують термінової реставрації.